# 坎波加利亚诺
坎波加利亚诺（義大利語：Campogalliano）是意大利艾米利亚-罗马涅大区摩德纳省的一个镇。